# مدافع عن الإيمان

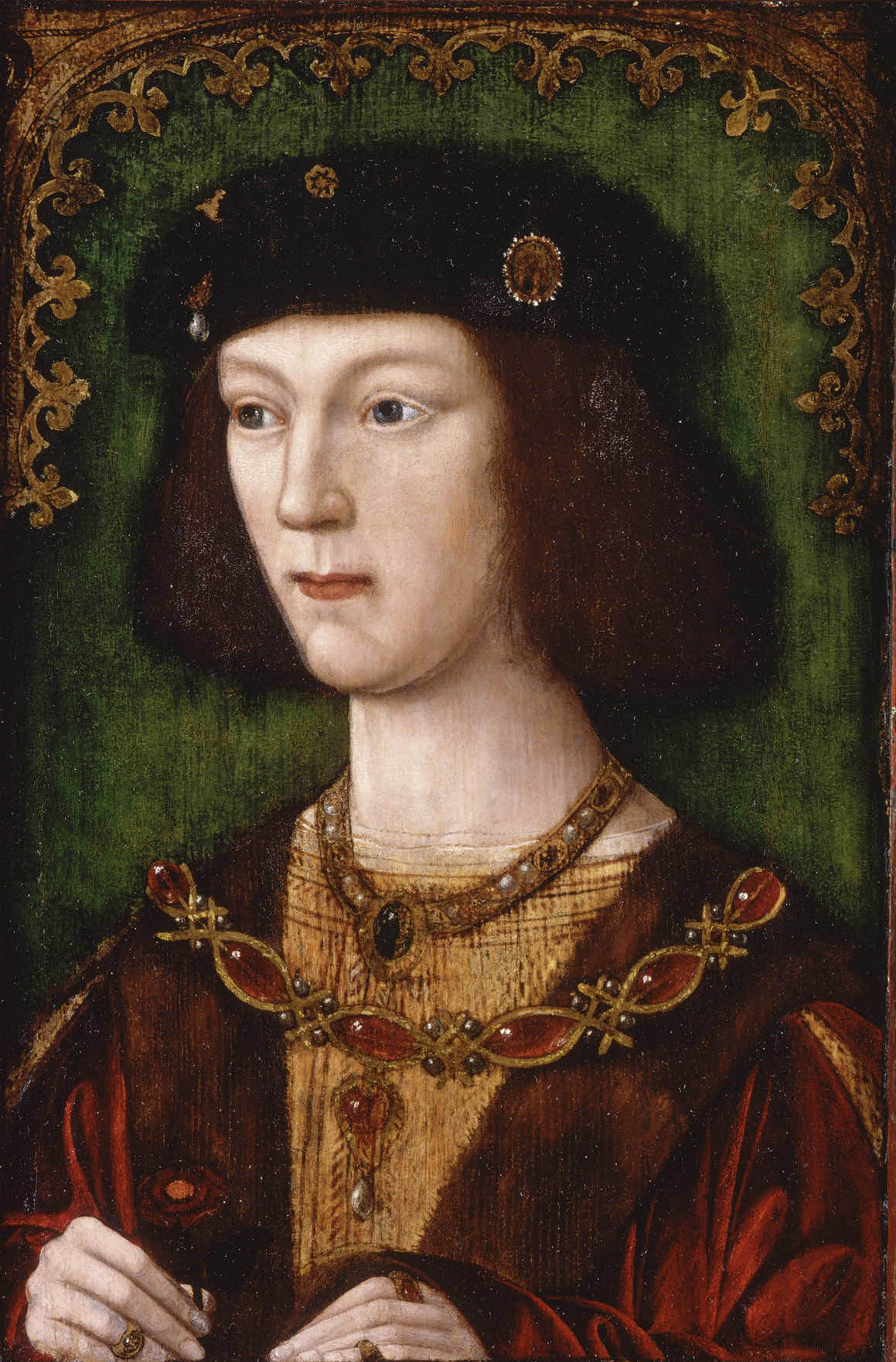

مدافع عن الإيمان(باللاتينية: Fidei defensor)‏ أو، بالتحديد المؤنث، Fidei defensatrix؛ (بالفرنسية: Défenseur de la Foi)‏ هي عبارة استخدمت كجزء من النمط الكامل للعديد من الملوك الإنجليز واللاحقين البريطانيين في وقت لاحق منذ أوائل القرن السادس عشر. كما تم استخدامه من قبل بعض الملوك ورؤساء الدول الأخرى. جاءت التسمية من اللقب الذي منحه البابا ليو العاشر على هنري الثامن في عام 1521. تم الاعتراف به من قِبل البرلمان باعتباره لقبًا رسميًا للملك الإنجليزي في عام 1544 ويحمله جميع الملوك اللاحقين.